# Paris Combo
Paris Combo er en fransk musikgruppe fra Paris, hvis musikstil trækker på inspiration fra mange forskellige genrer. Heriblandt traditionel fransk chanson, continental jazz og swing, romamusik og nordafrikansk musik. Selv kalder de sig en verdensmusik-gruppe.
Gruppen har optrådt i Europa, Nordamerika og Australien.

## Gruppemedlemmer
- Belle du Berry, fransk, forsanger og accordeonspiller
- Potzi, beskriver sig selv som sigøjner af algiersk oprindelse, guitarist og banjo spiller
- François-François (a.k.a. Jean-François Jeannin), fransk, percussionist og sanger
- Mano Razanajato, fra Madagascar, bassist og sanger (indtil 2011)
- Emmanuel Chabbey, bassist (2011-nu)
- David Lewis, australier, trompetist og klaverspiller.

I 2003, vandt Paris Combo's "Terrien d'Eau Douce" prisen for Best World Song ved den anden årlige Independent Music Awards.

## Diskografi
- 1998 - Paris Combo (Tinder Records Arkiveret 27. oktober 2020 hos  Wayback Machine)
- 2001 - Living Room (Tinder Records)
- 2002 - Attraction
- 2005 - Motifs (DRG Records Incorporated Arkiveret 25. december 2014 hos  Wayback Machine)
- 2005 - Live (DRG Records Incorporated Arkiveret 25. december 2014 hos  Wayback Machine)
- 2013 - 5 (DRG Records Incorporated)